# Ousmane Bangoura
Ousmane Bangoura (ur. 1 grudnia 1979 w Konakry) - były gwinejski piłkarz grający na pozycji napastnika.

## Kariera klubowa
Karierę piłkarską Bangoura rozpoczął w klubie CS Étoile de Guinée. W 1996 roku zadebiutował w jego barwach w pierwszej lidze gwinejskiej. Następnie w 1997 roku odszedł do francuskiego Chamois Niortais FC. W drugiej lidze francuskiej zadebiutował 20 sierpnia 1997 w przegranym 0:3 wyjazdowym spotkaniu z FC Mulhouse. W Niort grał przez 7 sezonów. Rozegrał 181 meczów ligowych i strzelił 20 goli.
W 2004 roku Bangoura przeszedł do belgijskiego Royalu Charleroi. W pierwszej lidze belgijskiej zadebiutował 13 sierpnia 2004 w zwycięskim 2:1 meczu ze Standardem Liège. W Charleroi grał od końca 2005 roku, a na początku 2006 roku trafił do chińskiego Changsha Ginde. 7 lipca 2006 w spotkaniu z Qingdao Jonoon zawodnik rywali Lu Gang kopnął Bangourę w twarz uszkadzając mu oko. Gwinejczył stracił w nim wzrok i był zmuszony zakończyć karierę.
| Sezon   | Klub                | Kraj    | Rozgrywki            | Mecze | Bramki |
| ------- | ------------------- | ------- | -------------------- | ----- | ------ |
| 1996    | CS Étoile de Guinée | Gwinea  | Championnat National | ?     | ?      |
| 1997    | CS Étoile de Guinée | Gwinea  | Championnat National | ?     | ?      |
| 1997/98 | Chamois Niortais FC | Francja | Ligue 2              | 14    | 1      |
| 1998/99 | Chamois Niortais FC | Francja | Ligue 2              | 26    | 4      |
| 1999/00 | Chamois Niortais FC | Francja | Ligue 2              | 20    | 3      |
| 2000/01 | Chamois Niortais FC | Francja | Ligue 2              | 24    | 3      |
| 2001/02 | Chamois Niortais FC | Francja | Ligue 2              | 36    | 2      |
| 2002/03 | Chamois Niortais FC | Francja | Ligue 2              | 30    | 2      |
| 2003/04 | Chamois Niortais FC | Francja | Ligue 2              | 31    | 5      |
| 2004/05 | Royal Charleroi     | Belgia  | Eerste Klasse        | 23    | 2      |
| 2005/06 | Royal Charleroi     | Belgia  | Eerste Klasse        | 4     | 0      |
| 2006    | Changsha Ginde      | Chiny   | Super League         | 7     | 0      |

## Kariera reprezentacyjna
W reprezentacji Gwinei Bangoura zadebiutował w 2004 roku. W 2006 roku został powołany do kadry na Puchar Narodów Afryki 2006, gdzie rozegrał 3 mecze: z Republiką Południowej Afryki (2:0 i gol), z Tunezją (3:0 i gol) i ćwierćfinałowy z Senegalem (2:3). Od 2004 do 2006 roku rozegrał w kadrze narodowej 7 meczów, w których strzelił 5 goli.